# Pleuraphodius agnoscibilis
Pleuraphodius agnoscibilis är en skalbaggsart som beskrevs av Bordat 1997. Pleuraphodius agnoscibilis ingår i släktet Pleuraphodius och familjen Aphodiidae. Inga underarter finns listade i Catalogue of Life.